# Lazaridisz Szokratesz
Lazaridisz Szokratesz (Visziniá, Görögország, 1940. június 15. –) labdarúgó, hátvéd.

## Pályafutása
1948 óta él Magyarországon. 1959-ben lett a Bp. Előre játékosa. 1964 és 1972 között a Komlói Bányász labdarúgója volt. Az élvonalban 1964. március 22-én mutatkozott be a Csepel ellen, ahol csapata 1–0-s győzelmet aratott. Tagja volt 1970-es magyar kupa-döntős csapatnak. Összesen 115 első osztályú bajnoki mérkőzésen lépett a pályára és hét gólt szerzett. 1973 nyarán Dorogra igazolt, de nem tudott meghatározó szerepet betölteni az NB I-be frissen felkerült csapatban.
Az 1982-ben Görögországba költözött, ahol alacsonyabb osztályú csapatokat edzett. 1986-ban Esterházy Mártonnal magyar éttermet nyitott Athénban. 1986-ban Hévízen telepedett le.

## Sikerei, díjai
- Magyar kupa (MNK)
  - döntős: 1970